# Real Club de Polo de Barcelona
Real Club de Polo de Barcelona is een Spaanse hockeyclub uit Barcelona.
De club werd opgericht in 1897. Real Club de Polo werd in 2004 Europees kampioen.

## Bekende (oud-)spelers
- Sander Baart
- Sander van der Weide
- Christian Wein